# Zapadnoabnački jezik
Zapadnoabnački jezik (western abnaki, abenaki, abenaqui, st. francis; ISO 639-3: abe), jezik Sokoki Indijanaca (Zapadnih Abenaka), kojim u novije vrijeme govori dvadesetak osoba u kanadskoj provinciji Quebec. Prema podacima za 2009, ovaj jezik je izumro. Srodni su mu istočnoabnački i njegov dijalekt penobscot.
Zapadnoabnački pripada u istočnoalgonkijske jezike. Govornici su bilingualni i u francuskom. U SAD-u je nestao.
Prema drugima, zapadnoabnački i istočnoabnački su dijalekti jednog jezika.

## Vanjske poveznice
- Ethnologue (14th)
- Ethnologue (15th)